# 永济站
永济站，位于中华人民共和国山西省运城市永济市，是同蒲铁路上的火车站，建于1935年，车站及其上下行区间均已电气化。由太原局集团侯马车务段管辖。

## 車站周邊
- 永济市招商三局
- 世纪星大酒店
- 中国人民银行永济支行
- 中国工商银行永济市支行
- 永济市中医医院
- 永济市城区美德隆健身中心
- 中国邮政储蓄银行市府东支行
- 赵伊东校
- 杜芬芬古筝艺术中心
- 中国工商银行城关支行
- 永济市博物馆
- 永济市图书馆
- 永济市文体广电新闻出版局
- 永济大酒店
- 鑫大国际广场

## 歷史
- 建于1935年。